# Bell V-280 Valor
O Bell V-280 Valor é uma aeronave VTOL em desenvolvimento para o Exército dos Estados Unidos que faz parte do programa Future Vertical Lift (FVL).
Em 5 de dezembro de 2022, o V-280 foi escolhido pelo exército americano como o vencedor do programa Future Long-Range Assault Aircraft (FLRAA) para substituir o Sikorsky UH-60 Black Hawk como o principal helicóptero utilitário das forças terrestres dos Estados Unidos.